# Kurzejów (Łagiewniki)
Kurzejów – część wsi Łagiewniki w Polsce, położona w województwie świętokrzyskim, w powiecie buskim, w gminie Busko-Zdrój.
W latach 1975–1998 Kurzejów administracyjnie należał do województwa kieleckiego.